# Hymenachne
Hymenachne és un gènere de plantes de la família de les poàcies. És originari de les regions tropicals. Comprèn 38 espècies descrites i d'aquestes, solament 5 acceptades.

## Descripció
Són plantes perennes altes, aquàtiques o paludícoles; tiges llargament decumbents des de bases arrelades, els entrenusos plens d'aerènquima estavellat, glabres; plantes hermafrodites. Beines glabres però ciliades; lígula una membrana; làmines linear-lanceolades a estretament lanceolades, aplanades, glabres, cordades a la base. Inflorescència una panícula terminal densa, estretament cilíndrica o espiciforme; espiguetes lanceoloides, acuminades, comprimides dorsalment, amb 2 flòsculs; desarticulació per sota de les glumes; gluma inferior 1-3-nervia, ovada, un entrenús de la raquilla diferent entre les glumes, gluma superior i lema inferior més llargues que el flòscul superior, subiguals o més freqüentment la lema una mica més llarga que la gluma, 3-5-nervis, agudes a curtament aristades; flòscul inferior estèril; pàlea inferior absent; flòscul superior bisexual; lema superior lanceolada, cartàcia, llisa i glabra, molt feblement nervada, els marges prims, no enrotllats; pàlea superior gairebé tan llarga com la lema superior i similar en textura; lodículas 2; estams 3; estils 2. Fruit una cariopsi; embrió ca 1/3 la longitud de l'espigueta, fil curtament el·líptic.

## Taxonomia
El gènere va ser descrit per Ambroise Marie François Joseph Palisot de Beauvois i publicat a Essai d'une Nouvelle Agrostographie 48. 1812. L'espècie tipus és: Hymenachne myuros (Lam.) P. Beauv.
Etimologia
El nom del gènere deriva de les paraules gregues himen (membrana) i achne (palla), al·ludint a les glumes membranoses, lemes i pàleas.

## Espècies acceptades
A continuació es brinda un llistat de les espècies del gènere Hymenachne acceptades fins a abril de 2014, ordenades alfabèticament. Per a cadascuna s'indica el nom binomial seguit de l'autor, abreujat segons les convencions i usos.
- Hymenachne amplexicaulis (Rudge) Nees
- Hymenachne assamica (Hook.f.) Hitchc.
- Hymenachne donacifolia (Raddi) Chase
- Hymenachne patens L.Liou
- Hymenachne wombaliensis Vanderyst ex Robyns